# 春風亭柳好
春風亭 柳好（しゅんぷうてい りゅうこう）は落語家の名跡。
代数のカウントは一定しない。特に著名な「野ざらしの柳好」を「三代目」とするか「五代目」とするかが不明で、彼は自ら三代目と名乗った。
- 初代柳好 - 後∶初代麗々亭柳橋
- 二代目春勢亭柳好（生没年不詳） - 江戸神明の出。天保初年頃？から初代の門で初代麗香亭柳鳥（ないし柳蝶）から天保の末に2代目となる。番付類には嘉永末頃まで見える、それ以外、本名、生没年など不明。俗に「ヘン目」。
- 二代目春風亭柳好 - 後∶船遊亭團扇
- （代数未詳）春風亭柳好（生没年不詳） - 1884年の番付に四代目麗々亭柳橋の門で柳好が見える。

## 3代目
三代目 春風亭 柳好（野ざらしの柳好、向島の柳好、1887年4月24日 - 1956年3月14日）は落語家。本名∶松本 亀太郎。東京都台東区浅草出身。出囃子は「梅は咲いたか」。実際には、上記のように五代目である。

### 経歴
1912年2月？、二代目談洲楼燕枝に入門し燕吉を名乗る。その後同年？に柳亭燕玉、柳亭燕雀を名乗る。一時京都の寄席笑福亭などに出演。
1913年、1914年ころに春風亭錦枝で睦会に迎えられ1917年に六代目春風亭柳枝の門下で柳好で真打に昇進。
東京演芸会社から落語睦会に陣営強化のためにスカウトされる。八代目桂文楽、春風亭小柳枝、二代目桂小文治と並び「睦の四天王」と呼ばれた。
1933年ころから、一時期高座を離れ幇間となるが、間もなく日本芸術協会に所属。
晩年は向島の芸者屋の若旦那となっていた。1956年、TBSラジオで「穴どろ」を収録後、上野鈴本演芸場の楽屋で急逝。鈴本の楽屋で亡くなったのは四代目柳家小さんにつぐ二人目である。68歳没。

### 芸風
花が咲いたかのように艶やかかつ華のある高座で、「唄い調子」と言われる流麗な口調が独特。多くのファンを獲得した。今日でも落語愛好家の間で「柳好」と言えば決まって「三代目」のことを指すほどである。
ただし人物描写や心理表現といったものは皆無で批評家の評価は低く、人気のわりには高い評価を受けなかった。ラジオ東京（現・TBS） 専属落語家。

### 芸歴
- 1912年
  - 2月 - 二代目談洲楼燕枝に入門、「燕吉」を名乗る。
  - 「燕玉」を名乗る。
  - 「燕雀」を名乗る。
- 1913年 - 「春風亭錦枝」として睦会に入会。
- 1917年 - 六代目春風亭柳枝門下に移籍、「三代目春風亭柳好」を襲名し真打昇進。

### 逸話
出囃子の「梅は咲いたか」が流れ高座横の出演者を示すめくりが「柳好」に変わると客席は「柳好だ！」と期待にどよめきだし、本人が高座に出ると拍手の嵐となった。

その凄さに、八代目桂文楽は
と誉め、序列は上でも構わないから落語協会の方に来て欲しいと真顔で語った。
六代目圓生も同様に、序列は上でも構わないから落語協会の方に来て欲しいと思っていた。実際に落語協会が、柳好を日本芸術協会から引き抜くという計画があった。頓挫したのは、落語協会側の二代目三遊亭円歌が反対したからである（六代目圓生が川戸貞吉に語った述懐）。
学習院大学落語研究会に依頼され、学内の講堂にて『五人廻し』を演じたこともあった。しかし、噺の途中で会場に目をやったところ、客席の最前列に皇太子明仁親王がいるのに気づき、動揺して途中で高座を下りてしまった。『五人廻し』は遊廓を舞台とする艶噺だったことから、控室に戻ってからも「あたし、不敬罪で逮捕されるんじゃないか」と顔面蒼白で動転しており、落語研究会の吉村昭らが「今は民主主義の時代ですから、そんなことありません」と必死に宥めたという。

### 得意ネタ
- 「野ざらし」
- 「がまの油」
- 「鰻の幇間」
- 「電車風景」
- 「二十四孝」
- 「たちきり」など

高座へ上がると客席から決まって「野ざらし」や「がまの油」を求める掛け声がかけられたという。

### 弟子
- 春風亭梅好

#### 移籍
- 春風亭笑好 - 三代目柳好没後六代目春風亭柳橋門下へ移籍
- 春風亭小柳 - 三代目柳好没後六代目春風亭柳橋門下へ移籍

##### 他芸に転向
- 桂金吾 - 漫才へ
- 桂小豆[3] - 俗曲師へ

#### 廃業
- 春風亭燕雀（春風亭好燕改メ）

## 4代目
四代目 春風亭 柳好（1921年1月5日 - 1992年7月7日）は、落語芸術協会に所属した落語家。本名∶小川 清。神奈川県横浜市出身、別名「川崎の柳好」。出囃子は『おいとこ』。

### 来歴
工場勤務を経て家業の魚屋を継いだ。
1950年8月、29歳の時に三代目春風亭柳好に入門して春風亭笑好を名乗る。1953年10月、二ツ目昇進。師匠没後の1956年、六代目春風亭柳橋門下に移る。
1958年10月、二代目桂伸治、五代目春風亭柳昇、二代目桂小南、三笑亭夢楽、四代目三遊亭小圓馬と共に真打昇進。フジテレビ『お笑いタッグマッチ』の回答者として人気を獲得する。
健康を害し、1989年に芸術協会を退会して治療に専念したが、1992年7月7日死去、71歳没。

### 人物
居住地から「川崎（の師匠）」と呼ばれ、川崎を本拠としたプロ野球大洋ホエールズ（後に本拠を移転して横浜大洋ホエールズ）のファンでもあった。
色紙にサインをする際は、いつも「はなしかはタマゴが先でトリが後」と書いた。

### 芸歴
- 1950年8月 - 三代目春風亭柳好に入門、「笑好」を名乗る。
- 1953年10月 - 二ツ目昇進。
- 1956年 - 六代目春風亭柳橋門下に移籍。
- 1958年10月 - 真打昇進、「四代目春風亭柳好」を襲名。

### 芸風
「落語をやらせていただきます」とボソリと断りを入れてから噺に入り、独特の低音とゆっくりとした口調で穏やかな高座を務めた。
若い頃から七代目春風亭柳枝を崇拝し、SPレコードを収集しては研究に没頭したという。

### 逸話
洒落の一環として、自宅では縁遠い次女（相当な美人と評された）を「春風亭古娘」と呼んだ。
次女の親友が胆石手術をした際には、退院祝いとして「春風亭胆石」の芸名を与えた。

### 得意ネタ
- 『お見立て』
- 『蒟蒻問答』
- 『道具屋』
- 『小言幸兵衛』
- 『味噌蔵』
- 『二十四孝』
- 『かぼちゃ屋』
- 『牛ほめ』など

とりわけ与太郎噺を得意とする。

### 家族
娘が2人いた。五代目柳好がこの2人の娘に襲名を願い出た際は、特に反対されることもなく無償で名跡が提供されたという。

### 出演

#### 映画
- 落語野郎シリーズ
- 与太郎シリーズ

#### ＣＤ
- 東西名人揃いぶみ 第五巻 小せん / 八代目助六 / 四代目柳好 / 歌丸（ポニーキャニオン、2010年）
- NHK落語百選 47 道具屋 / お見立て（ユニバーサルミュージック、2015年）
- NHK落語百選 48 味噌蔵（ユニバーサルミュージック、2015年）
- 落語B級グルメ 懐かしくも愛おしき噺家たち 第一集 四代目 春風亭柳好（キントトレコード／イージーオスカー）

### 弟子
- 春風亭笑好 - 五代目春風亭柳昇門下へ移籍
- 春風亭はち好 - 五代目春風亭柳昇門下へ移籍

## 5代目
五代目 春風亭 柳好（1967年7月13日 - ）は、落語芸術協会に所属する落語家。本名∶平山 哉。神奈川県川崎市出身。出囃子は『おいとこ』。

### 来歴
東京農業大学中退。大学では落語研究会に所属、高座名は「肥家二毛作（こやしや にもうさく）」。
1986年12月、五代目春風亭柳昇に入門。高座名「春風亭柳八」を名乗る。1991年2月、二ツ目昇進。
2000年5月に桂右團治と共に真打昇進、五代目柳好を襲名。

### 人物
兄弟子にあたる春風亭昇太とは仲良しである。2006年、昇太が「キリン秋味」のCMに出演した時には、エキストラとして同じ画面に登場している。
母校の東京農業大学で特別講師を務める。

### 芸歴
- 1986年12月 - 五代目春風亭柳昇に入門、前座名「柳八」。
- 1991年2月 - 二ツ目昇進。
- 2000年5月 - 真打昇進、「五代目春風亭柳好」を襲名。

### 芸風
先代を彷彿させるほのぼのとした高座を務める。得意ネタは『井戸の茶碗』『薬缶』など。
三代目が「野ざらしの柳好」と呼ばれたのに対して、当代はその芸風と人柄から「野放しの柳好」と言われることがある。

### 家族
妹はチェリストの平山織絵。

### 弟子

#### 真打
- 春風亭柳城 - 九代目春風亭小柳枝門下から移籍
- 春風亭吉好

### メディア出演
テレビ
- 平成名物TV・ヨタロー - TBSテレビ 1990年4月28日 - 1991年4月6日（柳八時代。「芸協ルネッサンス」チームの一員として出演。この番組出演中に二ツ目に昇進したため、番組中で「二ツ目昇進披露口上」を挙行）
- 笑点・若手大喜利 - 日本テレビ 1998年 - 不定期（柳八時代から襲名後にかけて）

1998年7月19日放送の「大喜利下克上」でチャンピオンとなり、4週間番組を休んだ山田隆夫の代わりに座布団運びを務めた。
- 笑点Jr. - 日テレプラス 2007年4月22日 - 2011年3月13日

ルールによって次回出演権を剥奪された翌週は、彼が座っていた5番席に神田蘭が座ることが多かった。出演権を剥奪された2010年12月12日放送分が最後の出演となった。
- 時々迷々「おしごとこわい」NHK教育2011年11月25日 落語の師匠として本人役で出演。